# Zbigniew Adamkiewicz
Zbigniew Adamkiewicz (ur. 17 sierpnia 1946, zm. 3 czerwca 2001) – polski piosenkarz, członek Tercetu Egzotycznego.

## Życiorys
Mieszkał w Poznaniu. Ukończył średnią szkołę muzyczną. W 1972 roku dołączył do Tercetu Egzotycznego zastępując w składzie Mieczysława Metelskiego i występował wraz z zespołem oraz dokonywał nagrań fonograficznych, aż do swojej śmierci w 2001 roku. Z Tercetem Egzotycznym (występującym wówczas pod nazwą Grupa Wokalna Izabelli) nagrał między innymi albumy Zimowe strofy (Pronit; 1972), Chłopcy, których kocham (Pronit, 1975), W kawiarence na przystani (Pronit; 1980), czy Coctail party (Polskie Nagrania Muza; 1987). W zespole śpiewał i grał na gitarze basowej.
Został pochowany na cmentarzu Jeżyckim w Poznaniu (kwatera; L, rząd; 7, miejsce; 28).